# اختزال حيوي للكبريتات

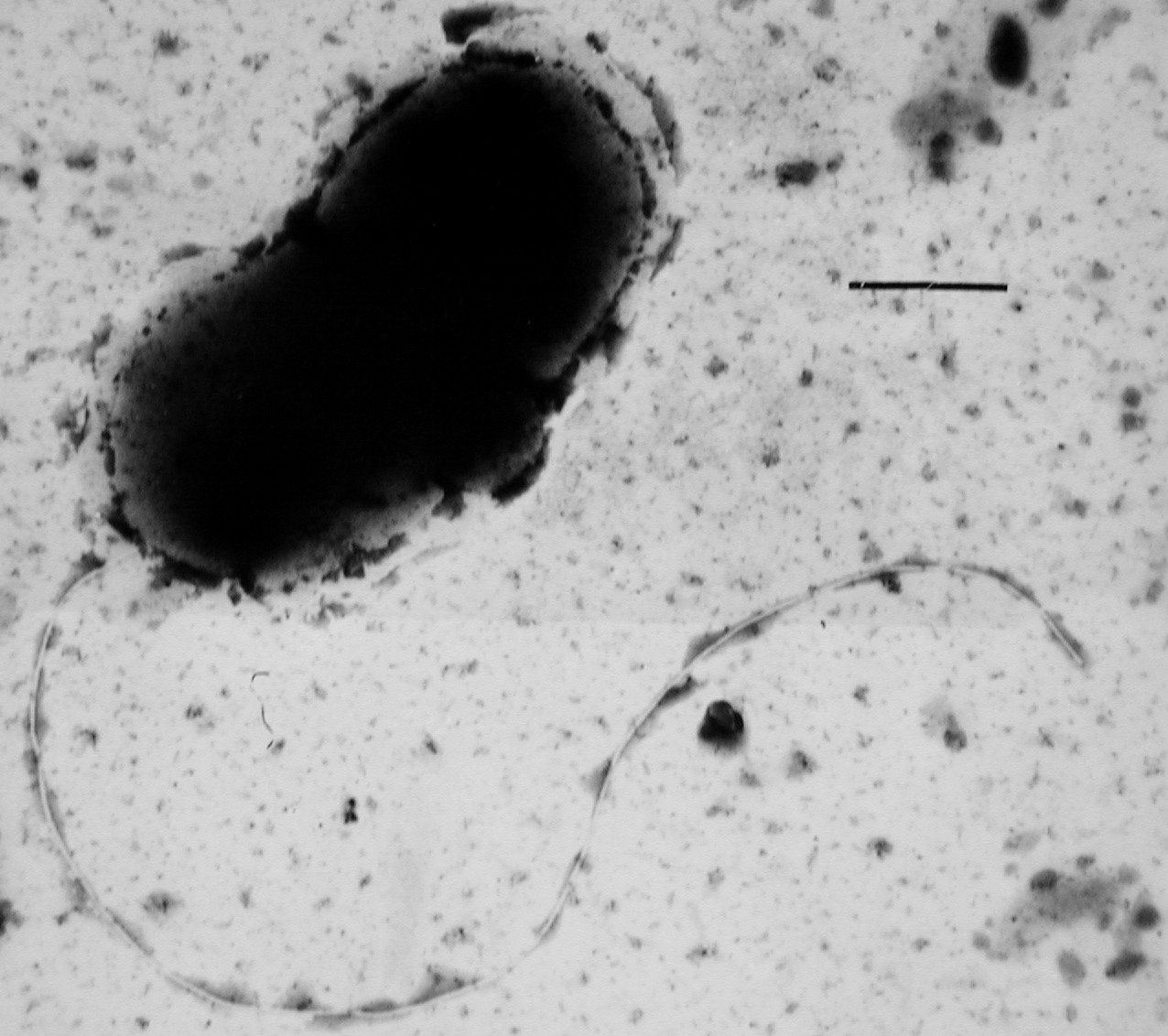
تعد منتزعة الكبريت الشائعة أحد أكثر الأحياء مختزلة الكبريت دراسة.

اختزال الكبريتات الحيوي (أو انتزاع الكبريت) هو وصف لعمليات الاختزال الحيوية، التي تقوم بها أنواع من البكتريا والعتائق لأيونات الكبريتات عند قيامها بعمليات التنفس اللاهوائي، حيث تختزل الكبريتات فيها إلى كبريتيد الهيدروجين.
تسمى الكائنات الحية القادرة على هذه العملية باسم مختزلات الكبريت الحيوية أو منتزعات الكبريت الحيوية، ومثالها منتزعة الكبريت الشائعة Desulfovibrio vulgaris.